# Centro de Documentação e Pesquisa Helena Antipoff
O Centro de Documentação e Pesquisa Helena Antipoff (CDPHA) é uma instituição criada em 1980 por iniciativa de Daniel Iretzky Antipoff, amigos e colaboradores. O objetivo de preservar a memória e divulgar a obra de Helena Antipoff, psicóloga, pedagoga e professora emérita da Universidade Federal de Minas Gerais foi que motivou a criação dessa instituição. A obra de Helena Antipoff é reconhecida por suas contribuições para o desenvolvimento da Psicologia e da Educação no Brasil.
O acervo do CDPHA está localizado na Sala Helena Antipoff, na Biblioteca Central da Universidade Federal de Minas Gerais. O CDPHA é administrado em conjunto com a Fundação Helena Antipoff, instituição sediada na Fazenda do Rosário, em Ibirité,Minas Gerais.